# Wild Is the Wind (chanson)
Pour les articles homonymes, voir Wild is the wind.
Singles de David Bowie
Under Pressure
(octobre 1981) Baal
(février 1982)
Wild Is the Wind est une chanson écrite par Ned Washington et composée par Dimitri Tiomkin pour le film du même nom (Car sauvage est le vent en France), sorti en 1957. Cette version, interprétée par Johnny Mathis, est nommée pour l'Oscar de la meilleure chanson originale l'année suivante.
Wild Is the Wind a été par la suite reprise par Nina Simone en 1959 et en 1966, puis par David Bowie, grand admirateur de Simone, en 1976, sur l'album Station to Station. La version de Bowie, sortie en single en 1981 pour promouvoir la compilation ChangesTwoBowie, s'est classée 24e au Royaume-Uni. Un clip en noir et blanc est réalisé à cette occasion par David Mallet.
La chanson a également été reprise par George Michael, Randy Crawford, Billy Mackenzie, Cat Power, Barbra Streisand, Rosemary Standley et Esperanza Spalding, entre autres.

## Dans la culture
Sauf indication contraire ou complémentaire, les informations mentionnées dans cette section proviennent du générique de fin de l'œuvre audiovisuelle présentée ici.
- Médecin de campagne (source : générique) - dans la version de Nina Simone.
- Home film de Ursula Meier (source : générique) - dans la version de Nina Simone.